# Chano Urueta
Chano Urueta (né le 24 février 1904 à Cusihuaráchi - mort le 23 mars 1979 à Mexico) est un acteur, réalisateur, scénariste, et producteur de cinéma mexicain.

## Filmographie

### Comme réalisateur
- 1928 : El destino
- 1928 : El gran almuerzo de José Campo (en)
- 1933 : Profanación
- 1934 : El escándalo
- 1934 : Enemigos
- 1934 : Una mujer en venta
- 1935 : Clemencia
- 1936 : Sistemas de riego en Ciudad Delícias, Chihuahua y en Ciudad Anáhuac, Nuevo León
- 1937 : La Fiancée du ranchero (Jalisco nunca pierde)
- 1938 : Canción del alma
- 1938 : Hombres de mar
- 1938 : María
- 1938 : Mi candidato
- 1939 : El signo de la muerte (es)
- 1939 : La noche de los mayas
- 1940 : ¡Que viene mi marido!
- 1940 : Los de abajo
- 1941 : La liga de las canciones
- 1942 : Le Comte de Monte-Cristo (El conde de Montecristo)
- 1943 : Ave sin nido
- 1943 : El misterioso señor Marquina
- 1943 : Guadalajara
- 1943 : No matarás (en)
- 1944 : El camino de los gatos
- 1944 : Le Corsaire noir (El corsario negro)
- 1945 : La Route de Sacramento (Camino de Sacramento)
- 1945 : El recuerdo de aquella noche
- 1946 : Los cañones de San Juan (es)
- 1946 : El superhombre
- 1946 : La Nuit et toi (La noche y tú)
- 1947 : Mujer
- 1948 : De pecado en pecado
- 1948 : El deseo (es)
- 1948 : En los altos de Jalisco
- 1948 : La carne manda
- 1948 : La feria de Jalisco (es)
- 1948 : La norteña de mis amores
- 1948 : La santa del barrio
- 1948 : Se la llevó el Remington
- 1948 : Si adelita se fuera con otro
- 1949 : Dos almas en el mundo
- 1949 : El abandonado
- 1949 : El gran campeón
- 1949 : No me quieras tanto...
- 1949 : Rayito de luna
- 1949 : Ventarrón
- 1949 : Yo maté a Juan Charrasqueado
- 1950 : Al son del mambo (es)
- 1950 : El desalmado
- 1950 : La gota de sangre
- 1950 : Mi preferida
- 1951 : Del can-can al mambo
- 1951 : La Statue vivante (La estatua de carne)
- 1951 : Manos de seda
- 1951 : Peregrina
- 1951 : Serenata en Acapulco
- 1952 : El cuarto cerrado
- 1952 : Mi campeón (es)
- 1952 : Música, mujeres y amor
- 1953 : El monstruo resucitado (es)
- 1953 : La Bête magnifique (La bestia magnifica)
- 1953 : Quiéreme porque me muero (en)
- 1954 : ¿Por qué ya no me quieres?
- 1954 : La bruja (es)
- 1954 : La desconocida
- 1954 : La Perverse (La perversa)
- 1954 : Se solicitan modelos (en)
- 1955 : El seductor
- 1955 : El túnel 6
- 1955 : El vendedor de muñecas (en)
- 1955 : La Rivale
- 1956 : La ilegítima
- 1956 : Sérénade à Mexico (Serenata en México)
- 1957 : El jinete sin cabeza (en)
- 1957 : El Ratón (en)
- 1957 : Furias desatadas
- 1957 : La cabeza de Pancho Villa
- 1957 : La marca de Satanás
- 1957 : Secuestro diabolico
- 1958 : El jinete negro
- 1959 : Cuando se quiere se quiere
- 1959 : Del suelo no paso
- 1959 : Los hermanos Diablo
- 1959 : No soy monedita de oro (en)
- 1960 : Bala perdida
- 1960 : El torneo de la muerte
- 1960 : Herencia trágica
- 1960 : Las canciones unidas
- 1960 : Los tigres del ring
- 1960 : Revolver en guardia
- 1960 : Una bala es mi testigo
- 1960 : Venganza fatal
- 1961 : El hombre de la ametralladora
- 1961 : Guantes de oro
- 1961 : Tres Romeos y una Julieta
- 1962 : Camino de la horca
- 1962 : El asaltacaminos
- 1962 : Le Baron de la terreur (El barón del terror)
- 1962 : Le Miroir de la sorcière (El espejo de la bruja)
- 1962 : Pilotos de la muerte (es)
- 1963 : La cabeza viviente
- 1963 : La muerte en el desfiladero
- 1963 : Los chacales
- 1964 : Cinco asesinos esperan
- 1964 : El ciclón de Jalisco
- 1964 : El robo al tren correo
- 1964 : Lupe Balazos
- 1965 : Demonio azul
- 1965 : Especialista en chamacas (es)
- 1966 : Alma grande (en)
- 1966 : Blue Demon contre le pouvoir satanique (Blue Demon contra el poder satánico)
- 1966 : Los Gavilanes negros
- 1968 : Blue Demon contra cerebros infernales
- 1968 : Blue Demon contra las diabólicas
- 1968 : El as de oros
- 1968 : La puerta y la mujer del carnicero (es)
- 1973 : Tu camino y el mio
- 1974 : Los Leones del ring contra la Cosa Nostra
- 1974 : Los Leones del ring

### Comme scénariste
- 1934 : Almas encontradas
- 1937 : La Fiancée du ranchero (Jalisco nunca pierde)
- 1938 : María
- 1939 : El signo de la muerte (es)
- 1939 : La noche de los mayas
- 1940 : ¡Que viene mi marido!
- 1940 : Los de abajo
- 1941 : La liga de las canciones
- 1942 : El conde de Montecristo
- 1943 : Ave sin nido
- 1943 : El misterioso señor Marquina
- 1943 : Guadalajara
- 1943 : No matarás (en)
- 1944 : ¡Viva mi desgracia!
- 1944 : El camino de los gatos
- 1944 : Le Corsaire noir (El corsario negro)
- 1945 : El recuerdo de aquella noche
- 1946 : El puente del castigo de Miguel M. Delgado
- 1946 : La Nuit et toi (La noche y tú)
- 1947 : Mujer
- 1948 : De pecado en pecado
- 1948 : El deseo (es)
- 1948 : En los altos de Jalisco
- 1948 : La feria de Jalisco (es)
- 1948 : La santa del barrio
- 1948 : Se la llevó el Remington
- 1948 : Si adelita se fuera con otro
- 1948 : Una aventura en la noche
- 1949 : El abandonado
- 1949 : El gran campeón
- 1949 : No me quieras tanto...
- 1949 : Rayito de luna
- 1949 : Ventarrón
- 1949 : Yo maté a Juan Charrasqueado
- 1950 : Al son del mambo (es)
- 1950 : El desalmado
- 1951 : Del can-can al mambo
- 1951 : La Statue vivante (La estatua de carne)
- 1951 : Manos de seda
- 1953 : El monstruo resucitado (es)
- 1953 : La Bête magnifique (La bestia magnifica)
- 1954 : La bruja (es)
- 1954 : La Perverse (La perversa)
- 1954 : Se solicitan modelos (en)
- 1955 : El Túnel 6
- 1957 : Asesinos en la noche
- 1957 : El Ratón (en)
- 1960 : Venganza fatal
- 1968 : Blue Demon contra las diabólicas
- 1972 : El Increíble profesor Zovek

### Comme acteur
- 1939 : Una Luz en mi camino de José Bohr
- 1967 : Chanoc de Rogelio A. González
- 1968 : La Bataille de San Sebastian (Los cañones de San Sebastián) d'Henri Verneuil
- 1968 : La puerta y la mujer del carnicero (es) (omnibus)
- 1969 : La Horde sauvage (The Wild Bunch) de Sam Peckinpah
- 1969 : Super Colt 38 de Federico Curiel
- 1969 : Tout pour rien (Todo por nada) d'Alberto Mariscal
- 1970 : Dos esposas en mi cama de Julián Soler
- 1970 : El hermano Capulina d'Alfredo Zacarias
- 1970 : El pueblo del terror de René Cardona
- 1970 : Il était une fois Zapata (es) (Emiliano Zapata) de Felipe Cazals
- 1971 : Furias bajo el cielo
- 1971 : Los dos hermanos d'Emilio Gómez Muriel
- 1971 : Rancho del miedo d'Anthony Carras
- 1971 : The Bridge in the Jungle de Pancho Kohner
- 1972 : Kaliman d'Alberto Mariscal
- 1972 : La Colère de Dieu (The Wrath of God) de Ralph Nelson
- 1973 : El capitán Mantarraya de Germán Valdés
- 1974 : Apportez-moi la tête d'Alfredo Garcia (Bring Me the Head of Alfredo Garcia) de Sam Peckinpah
- 1974 : La Balafrée (La choca) d'Emilio Fernández
- 1974 : Las viboras cambian de piel de René Cardona Jr.
- 1974 : Once Upon a Scoundrel de George Schaefer
- 1975 : Un mulato llamado Martín de Tito Davison

### Comme producteur
- 1936 : Sistemas de riego en Ciudad Delícias, Chihuahua y en Ciudad Anáhuac, Nuevo León de lui-même
- 1957 : El Ratón (en) de lui-même